# (530) Turandot
(530) Turandot es un asteroide perteneciente al cinturón de asteroides descubierto el 11 de abril de 1904 por Maximilian Franz Wolf desde el observatorio de Heidelberg-Königstuhl, Alemania.
Está nombrado por Turandot, un personaje de la ópera homónima del compositor italiano Giacomo Puccini (1858-1924).